# Fastosarion helenkingae
Fastosarion helenkingae är en snäckart som beskrevs av Scott 1995. Fastosarion helenkingae ingår i släktet Fastosarion och familjen Helicarionidae. Inga underarter finns listade i Catalogue of Life.